# Shōgi
El shōgi (将棋 shōgi?,  Inglés:  /ˈʃoʊɡiː/, Japonés: /ɕo̞ːŋi/ o /ɕo̞ːɡʲi/), conocido ocasionalmente en occidente como ajedrez japonés, es un juego de tablero de estrategia para dos jugadores perteneciente a la misma familia que el ajedrez y el xiangqi, todos ellos descendientes del juego indio chaturanga o algún otro tipo de pariente cercano.La palabra shōgi está compuesta por los caracteres para general (shō 将) y juego de tablero (gi 棋), por lo que puede traducirse aproximadamente como ajedrez del general (o generales).
El shōgi fue el primer juego de tablero del tipo ajedrez en la historia en permitir que piezas capturadas retornen al tablero por parte del jugador que las ha capturado. Se especula que esta regla de reingresos se inventó hacia el siglo XV y que probablemente esté vinculada con la práctica entre mercenarios de ese siglo de cambiar de bando al ser capturados, destino que consideraban preferible al de ser ejecutados.
El predecesor más antiguo del juego, el chaturanga, se originó en la India en el siglo VI, y probablemente el juego llegó a Japón proveniente de China o Corea en algún punto posterior al período Nara. El shōgi en su forma actual se jugaba ya para el siglo XVI, si bien un ancestro directo que no incluía la regla de reingresos es mencionado en un documento histórico Nichūreki de 1210, una copia editada del Shōchūreki y el Kaichūreki del período Heian tardío (c. 1120).

## Historia
Según Yoshinori Kimura, jugador profesional y durante muchos años director del museo de shōgi de Osaka, los rasgos distintivos del shōgi con respecto a otras versiones del ajedrez en términos de reglas, número, forma y nombre de las piezas y tablero, dieron origen a la creencia entre algunos japoneses de que era un juego originalmente japonés. Sin embargo, Kimura indicó que la evidencia existente sugiere que de hecho el shōgi es un desarrollo de un juego derivado de una versión temprana del chaturanga indio y que probablemente llegó a Japón proveniente de China, momento en que empezó a evolucionar en direcciones distintas por varios siglos en los dos países, concluyendo con el shōgi en Japón y el xiangqi en China.
Una de las pistas de la presencia de variantes del ajedrez en Japón fue el descubrimiento de 16 piezas de madera parecidas a las fichas actuales, que fueron encontradas en la Prefectura de Nara, en el templo Kōfuku-ji. Las piezas han sido datadas alrededor del año 1058 d. C., y según Kimura es factible que el juego hubiera llegado unos cuatro siglos antes. Según Kimura, el punto intermedio entre la forma original del juego y su forma actual ocurrió alrededor de los comienzos del siglo IX, momento en el cual ya se habían establecido los movimientos de las piezas y algunas reglas modernas. Este punto intermedio es llamado Heian shōgi (puesto que existió durante el período Heian [794-1185]). El diccionario Nichūreki de cultura popular describe dos tipos de shōgi: el dai shōgi y el shō shōgi, llamados actualmente Heian y Heian dai shōgi. El juego actual está basado en el Heian shōgi. Kōji Shimizu, investigador del Instituto de Arqueología de la Prefectura de Nara, mencionó que las piezas del Heian shōgi son las mismas del juego chaturanga pero con un agregado especial relacionado con simbolismos budistas (jade, oro, incienso, plata, etc.).
Según Kimura, todos los rasgos distintivos del shōgi contemporáneo se habían establecido ya para el siglo XIII, doscientos años después del xiangqi y doscientos años antes que el ajedrez occidental. El juego al parecer ganó popularidad entre la nobleza en los siglos siguientes, particularmente en sus versiones de tableros más pequeños y menor número de piezas.

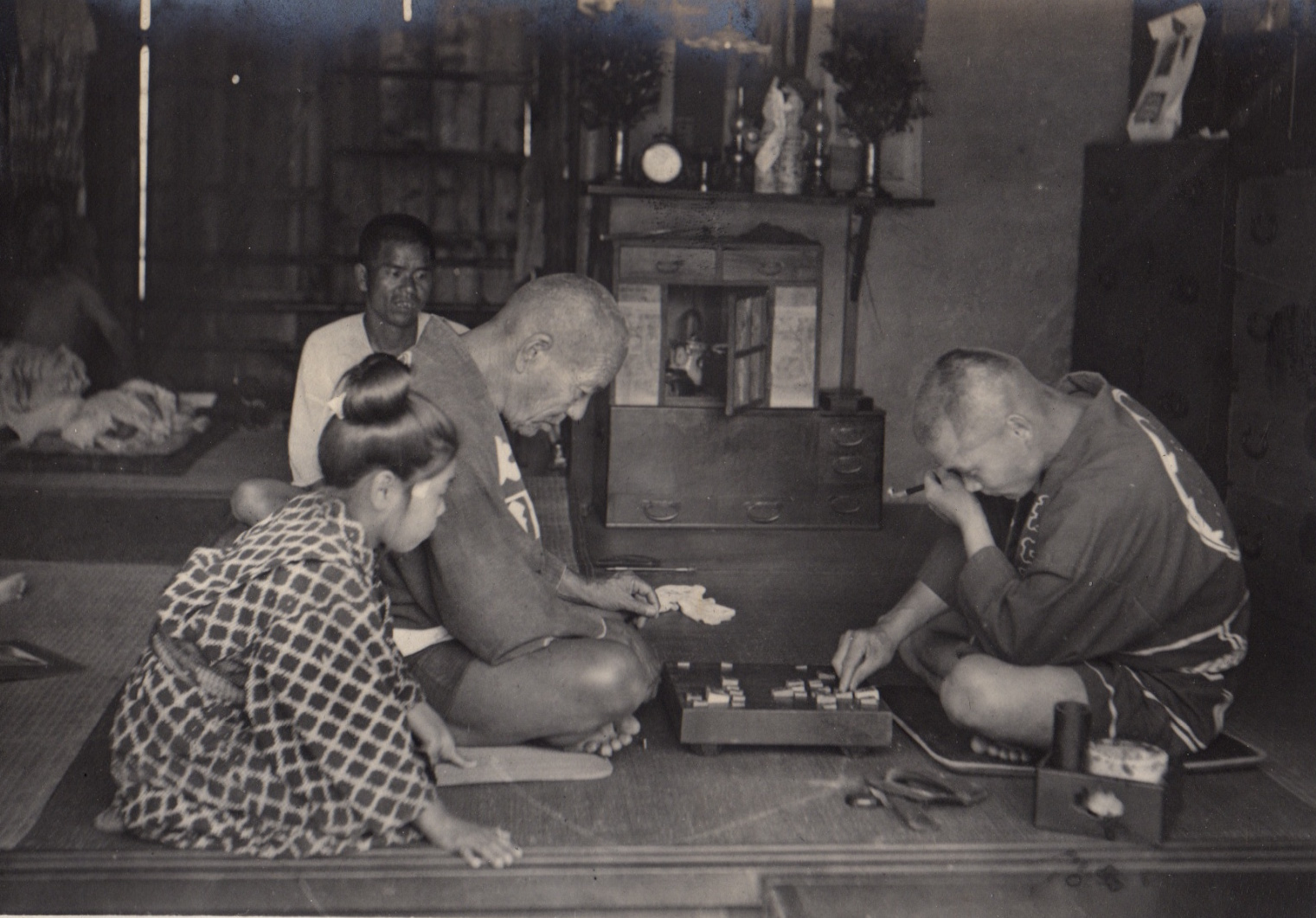
Jugadores de shōgi en Japón (1916–1918).

En el período Edo (1603-1868) aumentaron las variantes del juego y surgieron el tenjiku, dai dai, maka dai dai, tai y taikyoku shōgi. Tanto el juego tradicional como el Go fueron populares en el shogunato de Tokugawa, quien decidió otorgar un estipendio (si bien pequeño) a cuatro maestros de go y de shōgi de talento excepcional. Según Kimura, cuando la capital se transladó a Edo (actual Tokio) estos ocho jugadores adquirieron un estatus equivalente al de gokenin (vasallos de rango bajo del shōgun), lo que dio inicio a un sistema hereditario de grandes maestros (iemoto) en los dos juegos, maestros que ganaban sus ingresos fundamentalmente dando clases del estilo de juego de su escuela particular. Gracias a este sistema, proliferaron escuelas de go y shōgi con estilos distintivos que desembocaron en los estilos modernos. Este sistema de iemotos, sin embargo, se derrumbó con la caída del shogunato en 1868 y el comienzo de la restauración Meiji, que significó que los iemotos perdieron sus estipendios y su estatus oficial, combinado con una caída en la popularidad de los juegos durante estos turbulentos años. 
Cerca del año 1899 se comenzó a publicar en periódicos el historial de las partidas y movimientos del juego. Este hecho contribuiría enormemente al desarrollo del sistema actual de juego profesional, en tanto escribir columnas sobre shōgi empezó a ser un trabajo bien pagado, brindándole a los jugadores la posibilidad de ganarse la vida. Estos fueron pues los primeros jugadores profesionales. Las columnas en los periódicos también tuvieron como resultado un aumento en la popularidad del shōgi entre el público y un aumento en la calidad del juego, pues los maestros podían cobrar tarifas más altas por sus artículos. Esto también llevó a que varios jugadores se unieran en alianzas para lograr que sus partidas fueran publicadas. En 1924 se fundó la Asociación de Shōgi de Tokio, la versión original de la actual Asociación Japonesa de Shōgi.
En 1937 el jugador profesional Yoshio Kimura se convirtió en el primer ganador del título de «Meijin» usando el sistema de Meijin-sen. Al terminar la Segunda Guerra Mundial, el gobierno de ocupación liderado por Estados Unidos intentó eliminar todos los factores que consideraban «feudales» en la sociedad japonesa. El shōgi fue uno de los considerados para eliminar, junto con la filosofía bushido. El gobierno de ocupación mencionó que la razón de eliminar al juego de tablero era que promovía la idea del abuso a los prisioneros. Kozo Masuda, uno de los jugadores profesionales de la época, insistió en que el juego no alentaba al abuso, y en cambio, dijo que el ajedrez occidental permite matar las piezas del oponente sin la posibilidad de dar la oportunidad de regresarlas al juego. Con esta idea de Kozo Masuda el juego no fue prohibido durante la ocupación estadounidense.

## Descripción
El shōgi se juega sobre un tablero de 9 filas por 9 columnas, con casillas del mismo color. Cada jugador dispone de 20 piezas iguales a las del otro participante. Las piezas son tabletas planas ligeramente más agudas en la parte de adelante y traen inscrito su nombre en ideogramas japoneses. Las piezas de los dos jugadores son idénticas y solo se diferencian en la dirección a la que apuntan sobre el tablero. Esto permite que las piezas capturadas puedan ser usadas por quien las captura en turnos posteriores, una de las características más notorias del juego en comparación con el ajedrez y el xiangqi. Si bien existen tableros de Shōgi occidentalizados, con símbolos en las fichas similares a aquellos con los que están más familiarizados los jugadores de ajedrez occidental, estos no son muy populares, y se tiende a jugar habitualmente con un tablero y piezas con ideogramas japoneses.
Como en el ajedrez, el xiangqi, el janggi o el makruk, el objetivo del juego es capturar al rey adversario, y como en aquellos el jaque mate ocurre cuando el rey se encuentra en una posición desde la cual no puede evitar ser capturado. Al haber evolucionado a partir del chaturanga algunas de sus piezas conservan similitudes con aquellas del ajedrez, pero al haber evolucionado independientemente el shōgi incluye algunas piezas no existentes en el ajedrez, a la vez que carece de un equivalente a la dama. De igual manera, algunos de los movimientos de sus piezas son más restringidos que los de sus equivalentes en el ajedrez occidental (p. ej., piezas que no pueden retroceder). Puesto que la mayoría de recursos sobre el juego disponibles fuera de Japón han sido traducidos al inglés, la nomenclatura usada en ese idioma es usada casi de manera universal fuera del país oriental. 

### Piezas
El shōgi comparte con el ajedrez piezas como los peones, la torre y el alfil, si bien cada jugador solo tiene uno de cada uno de los dos últimos. También tiene caballos, aunque sus movimientos son muchísimo más limitados que los del ajedrez. Incluye además tres piezas inexistentes en el ajedrez: la lanza (lancero) y dos tipos de generales (generales de oro y plata) cuyos movimientos son similares a los del rey, si bien más restringidos. No existe en el shōgi un equivalente a la dama.
Las 20 piezas/fichas por bando, son las siguientes:
- 1 Rey (玉 / 王) (Se coloca en el centro de la primera fila [horizontal] más cercana al jugador).
- 2 Generales de Oro (金) (A ambos lados del rey).
- 2 Generales de Plata (銀) (Al lado de los generales de oro).
- 2 Caballos (桂) (Al lado de los generales de plata).
- 2 Lanzas o Lanceros (香) (Al lado de los caballeros, en los extremos).
- 1 Alfil (角) (En la segunda fila, sobre el caballo izquierdo).
- 1 Torre (飛) (En la segunda fila, sobre el caballo derecho).
- 9 Peones (步) (todos en las casillas de la tercera fila, más cercana al rival).

De esta forma, el diagrama de tablero queda así: (Arriba está el Ōshō—rey de las blancas—, y abajo el Gyokushou—rey de las negras.)
| ☖ \| \| 9 \| 8 \| 7 \| 6 \| 5 \| 4 \| 3 \| 2 \| 1 \| \| \| a \| \| \| \| \| \| \| \| \| \| 一 \| \| b \| \| \| \| \| \| \| \| \| \| 二 \| \| c \| \| \| \| \| \| \| \| \| \| 三 \| \| d \| \| \| \| \| \| \| \| \| \| 四 \| \| e \| \| \| \| \| \| \| \| \| \| 五 \| \| f \| \| \| \| \| \| \| \| \| \| 六 \| \| g \| \| \| \| \| \| \| \| \| \| 七 \| \| h \| \| \| \| \| \| \| \| \| \| 八 \| \| i \| \| \| \| \| \| \| \| \| \| 九 \| |    |    |    |    |    |    |    |    |    |    |
| ☗ |    |    |    |    |    |    |    |    |    |    |
| | 9  | 8  | 7  | 6  | 5  | 4  | 3  | 2  | 1  |    |
| a | 91 | 81 | 71 | 61 | 51 | 41 | 31 | 21 | 11 | 一 |
| b | 92 | 82 | 72 | 62 | 52 | 42 | 32 | 22 | 12 | 二 |
| c | 93 | 83 | 73 | 63 | 53 | 43 | 33 | 23 | 13 | 三 |
| d | 94 | 84 | 74 | 64 | 54 | 44 | 34 | 24 | 14 | 四 |
| e | 95 | 85 | 75 | 65 | 55 | 45 | 35 | 25 | 15 | 五 |
| f | 96 | 86 | 76 | 66 | 56 | 46 | 36 | 26 | 16 | 六 |
| g | 97 | 87 | 77 | 67 | 57 | 47 | 37 | 27 | 17 | 七 |
| h | 98 | 88 | 78 | 68 | 58 | 48 | 38 | 28 | 18 | 八 |
| i | 99 | 89 | 79 | 69 | 59 | 49 | 39 | 29 | 19 | 九 |

A los Generales de Oro y de Plata se les suele llamar simplemente «Oro(s)» y «Plata(s)» respectivamente, para acortarles el nombre.
- N B : Notación Betza

| Nombre                             | Imagen                                                        | Kanji | Rōmaji        | Significado                | Abreviación | Abreviación | Abreviación | N B |
| Nombre                             | Imagen                                                        | Kanji | Rōmaji        | Significado                | Inglés      |             |             | N B |
| ---------------------------------- | ------------------------------------------------------------- | ----- | ------------- | -------------------------- | ----------- | ----------- | ----------- | --- |
| Rey (reinante)                     | Rey reinante · Rey reinante                                   | 王將  | ōshō          | General Rey                | K           | 王          | ō           | K   |
| Rey (retador)                      | Rey desafiante · Rey desafiante                               | 玉將  | gyokushō      | General enjoyado           | K           | 玉          | gyoku       | K   |
| Torre                              | Torre · Torre                                                 | 飛車  | hisha         | Carro volador              | R           | 飛          | hi          | R   |
| Torre Ascendida («Dragón»)         | Torre promocionada · Torre promocionada                       | 龍王  | ryūō          | Rey Dragón                 | +R          | 龍 o 竜*    | ryū         | FR  |
| Alfil                              | Alfil · Alfil                                                 | 角行  | kakugyō       | Mueve en ángulo            | B           | 角          | kaku        | B   |
| Alfil Ascendido («Caballo Dragón») | Alfil promocionado · Alfil promocionado                       | 龍馬  | ryūma o ryūme | Caballo dragón             | +B          | 馬          | uma         | WB  |
| General Dorado («Oro»)             | General dorado · General dorado                               | 金将  | kinshō        | General dorado             | G           | 金          | kin         | WfF |
| General Plateado («Plata»)         | General plateado · General plateado                           | 銀将  | ginshō        | General plateado           | S           | 銀          | gin         | FfW |
| General Plateado Ascendido         | General plateado promocionado · General plateado promocionado | 成銀  | narigin       | General plateado ascendido | +S          | (全)        | —           | WfF |
| Caballo                            | Caballo · Caballo                                             | 桂馬  | keima         | Caballo de katsura         | N           | 桂          | kei         | ffN |
| Caballo Ascendido                  | Caballo promovido · Caballo promovido                         | 成桂  | narikei       | Katsura ascendido          | +N          | (圭 o 今)   | —           | WfF |
| Lanza o Lancero                    | Lancero · Lancero                                             | 香車  | kyōsha        | Carro de incienso          | L           | 香          | kyō         | fR  |
| Lancero Ascendido                  | Lancero promocionado · Lancero promocionado                   | 成香  | narikyō       | Incienso ascendido         | +L          | (杏 o 仝)   | —           | WfF |
| Peón                               | Peón · Peón                                                   | 歩兵  | fuhyō         | Soldado a pie              | P           | 歩          | fu          | fW  |
| Peón Ascendido («tokin»)           | Peón promocionado · Peón promovido                            | と金  | tokin         | Alcanza el oro             | +P          | と (o 个)   | to          | WfF |

* El kanji 竜 es una forma simplificada de 龍.

## Reglas

Posición de las fichas al momento de comenzar una partida.

Al jugador que empieza el juego se le denomina Sente (せんて/ 先手) o negras, y está representado con un icono en color negro. El otro jugador se le denomina Gote (ごて/後手) o blancas, y está representado con un ícono en color blanco. Las piezas de los reyes tienen una sutil diferencia de un trazo en su ideograma (el carácter japonés escrito en la pieza), para definir quién juega como Sente (negras) o Gote (blancas). Sente y gote se denominan negras y blancas respectivamente, a imitación del Go (donde las negras juegan primero).
Antes de comenzar una partida de torneo se hace furigoma (振り駒?), método usado para determinar al jugador que mueve primero. Uno de los jugadores toma cinco fichas de peones, las agita y lanza al suelo o en el tablero, si el número de peones promovidos (tokin) boca arriba es superior a los peones normales, el jugador que lanzó será el segundo jugador (será el jugador blanco). En torneos de aficionados el jugador de rango más alto realiza el furigoma. En torneos profesionales el furigoma es hecho por el encargado de tomar el tiempo y llevar el registro de los movimientos de ambos jugadores.
Los jugadores profesionales de shōgi deben seguir ciertas reglas de etiqueta durante los juegos. Algunas de ellas son saludar al oponente antes y después de un encuentro, evitar acciones disruptivas durante o después del juego y anunciar en voz alta la rendición propia. Las piezas del juego contienen dos tipos de reyes: el rey normal, representado por el kanji 王 y la joya, representando por el kanji 玉. El jugador de mayor rango usa la pieza del rey normal, además debe sentarse de frente a la puerta de la habitación donde se realiza el encuentro y ser el encargado de sacar las piezas de la caja.
En los encuentros profesionales de shōgi un movimiento se considera completo cuando la pieza ha sido soltada en el tablero, sin embargo, en encuentros de aficionados la pieza puede volver a tocarse una vez hecho el movimiento, para ajustarla dentro de la casilla del tablero. Revertir un movimiento está prohibido en encuentros profesionales, mientras que en encuentros de aficionados está permitido. Otro elemento obligatorio en las partidas profesionales es sentarse en posición seiza frente al tablero.
En cada turno, los jugadores tienen dos opciones. En primer lugar, como en el ajedrez, un jugador puede mover en su turno una de sus piezas a una casilla vacía del tablero o a una casilla ocupada por una pieza del adversario que es capturada. En segundo lugar, y a diferencia de las demás variantes orientales y occidentales del ajedrez, un jugador puede optar en cambio por reingresar una pieza que haya capturado con anterioridad y colocarla en casi cualquier casilla libre del tablero.
Así pues, una vez una pieza es capturada, pasa a pertenecer a quien la capturó (debe dejarse aparte, pero claramente a la vista) y se puede utilizar junto a las otras piezas que se posean. Estas piezas capturadas se denominan "piezas en mano" hasta que se ponen en juego. Una vez puestas en el tablero, el jugador debe esperar un turno para moverlas. 
El shōgi tiene además algunas reglas particulares de ascenso o coronación. A diferencia del ajedrez, casi todas las piezas del shōgi pueden coronarse. Por esta razón, la mayoría de las piezas están rotuladas por ambas caras puesto que cuando las piezas se «coronan» cambian sus movimientos, y en consecuencia se les da vuelta para mostrar el otro ideograma. En los tableros para principiantes este lado de las piezas suele ser de un color distinto (rojo por lo general) que identifica que la pieza ha sido ascendida o «coronada». 
A diferencia del ajedrez, toda pieza come siempre del mismo modo en que se mueve, y por tanto si una ficha hace un movimiento legal que la lleve a una casilla ocupada por una ficha rival, se la come y termina allí su movimiento (o si se puede y quiere, se asciende o corona al final del mismo). Huelga decir que las fichas detienen su movimiento al no poder o querer seguir moviéndose en la dirección elegida (que no puede ser cambiada en el transcurso del movimiento que están realizando) o al comer una ficha rival.

### Movimiento de las piezas
En las siguientes imágenes, podremos ver las diferentes piezas utilizadas en el Shogi. Aquellas que tienen los caracteres en negro son las posiciones iniciales, es decir, cuando se inicia la partida. Aquellas con caracteres de color rojo son la promoción de cada pieza.
Los círculos verdes nos indicarán que las piezas se pueden mover solo de una casilla y en aquella dirección, mientras las flechas indicarán que las fichas se pueden mover sin ningún límite en la dirección indicada, salvo la pieza del caballo que se mueve siempre en "L" solo hacia adelante.
- Rey: Negro: 玉将（Gyokushō); Blanco: 王将（Ōshō. El rey tiene movimientos idénticos a los del rey en el ajedrez occidentalː se mueve una casilla en cualquier dirección. Los reyes no pueden promocionarse.

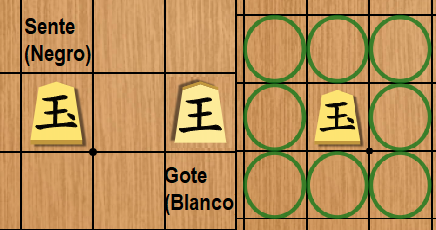
La pieza del rey. La diferencia entre sente (negro) y gote (blanco) es la perqueña coma que tiene el negro al lado derecho, mientras el blanco no la tiene.

- Torre 飛車（Hisha) Se desplaza idénticamente a la torre del ajedrez, esto es, cualquier número de casillas libres vertical u horizontalmente. Una vez promovido se llama 龍王 Ryūō y puede desplazarse como la torre, o bien una casilla en diagonal.

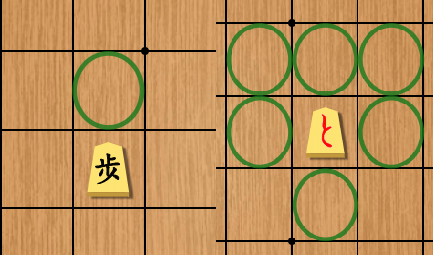
Peon - Fuhyo

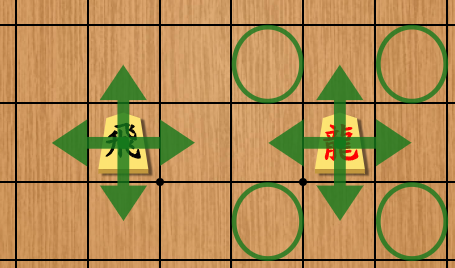
La torre - Hisha

- Alfil 角行（Kakugyō) Se desplaza idénticamente al alfil del ajedrez occidentalː puede desplazarse cualquier número de casillas libres en diagonal. Una vez promovido se llama 龍馬 Ryūma y se mueve como el alfil, o bien una casilla en horizontal o vertical.

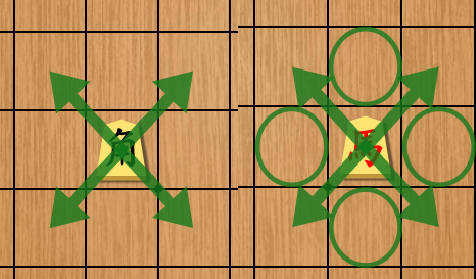
Alfil - Kakugyo

- General de Oro 金将（Kinshō）Una casilla en vertical, horizontal o diagonalmente adelante. No puede desplazarse diagonalmente hacia atrás. No se promociona.

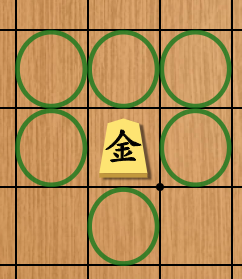
General de oro - Kinsho

- General de Plata 銀将（Ginshō）Una casilla en diagonal, o bien vertical adelante, es decir, cinco movimientos posibles. Una vez promovido se llama 成銀 Narigin se mueve igual que el general de oro.

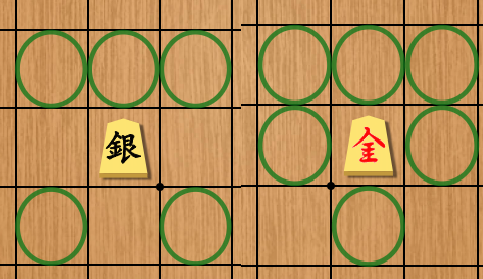
General de plata - Ginsho

- Caballo 桂馬（Keima）El caballo tiene un movimiento complejo compuesto siempre por dos casillas adelante y una casilla hacia su derecha o izquierda. No puede desplazarse hacia atrás. Tiene por tanto solo dos movimientos posibles. Al igual que su equivalente en el ajedrez occidental, puede saltar por encima de otras piezas. Una vez promovido 成桂 Narikei  se mueve igual que el general de oro.

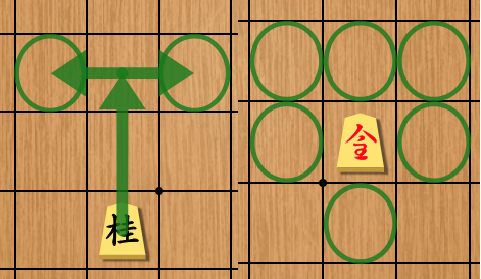
Caballo - Keima

- Lancero o lanza 香車（Kyōsha）Se mueve cualquier número de casillas libres verticalmente hacia adelante. No puede desplazarse hacia atrás. Una vez promovido se llama 成香 Narikyō se mueve igual que el general de oro.

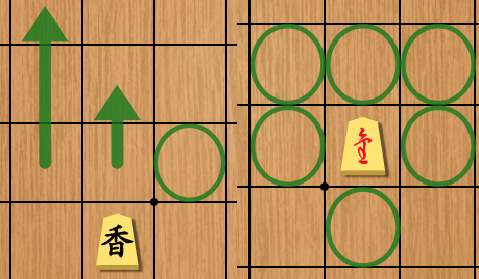
Lanzero o lanza - Kyosha

- Peón 歩兵（Fuhyō）Se mueve una casilla adelante. A diferencia del ajedrez, nunca se mueve más de una casilla y nunca come en diagonal. 
  - Una vez promovido se llama と金 Tokin y se mueve igual que el general de oro.

### Cómo promover las piezas

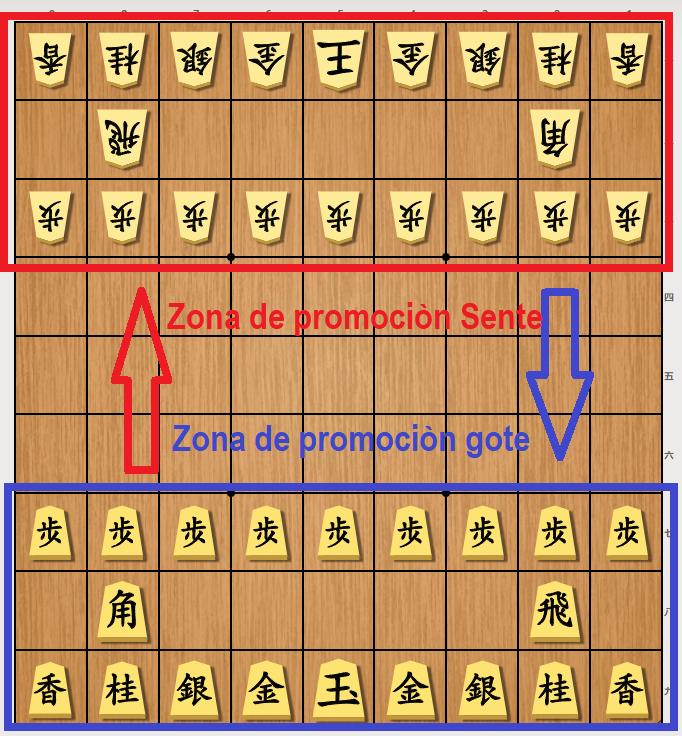
Arriba (blancas), piezas de Shōgi en posición inicial, abajo (negras), las mismas piezas en su posición correspondiente.

La promoción de las piezas es fundamental en el shōgi ya que además de los peones, ni los caballos ni las lanzas (lanceros) pueden moverse hacia atrás, y de otra forma no podrían moverse una vez alcancen la última fila. 
El rey y los generales de oro son las únicas piezas que no realizan la promoción. Las fichas promovidas se mueven como el general de oro, salvo el alfil y la torre, que añaden un movimiento de una casilla hacia las direcciones que tenían antes vetadas. La torre obtiene así un movimiento de una casilla en diagonal. Y el alfil un movimiento de una casilla en horizontal o vertical. Ver: 'Movimiento de las piezas'.
La zona de promoción para cada jugador son las tres filas (horizontales) donde se encuentran las fichas del rival al inicio del juego. Tal zona está marcada por cuatro puntos en el tablero. 
Las piezas promovidas pueden tener los ideogramas escritos en rojo si es un tablero de aprendizaje, diferenciándose así de las versiones normales, que suelen tenerlos en negro. Se puede observar en el esquema de la izquierda.
Cuando una pieza alcanza la zona de promoción o sale de ella, incluso tras comer, el jugador tiene la opción de coronarla en el momento en que termina ese movimiento. Si es así, se pulsa sobre la pieza a promocionar dándole la vuelta. No se puede volver a la versión original de la pieza una vez hecho esto, es decir, que salvo que la ficha sea capturada no volverá en toda la partida a su versión original. 
Los jugadores también pueden decidir posponer la promoción a un movimiento posterior, siempre y cuando la pieza pueda moverse y en tanto este movimiento comience o termine en la zona de promoción. Si comienza en la zona de promoción no importa si el movimiento termina fuera de ella para promover, pues podrá hacerse igualmente. 
Cuando una pieza mueve a una fila donde no puede continuar moviendo (la última fila para los peones y lanceros o las dos últimas para los caballos), debe ser promovida inmediatamente al término de ese movimiento o de otra forma no tendría más movimientos legales en el juego. 
Cuando una pieza promovida es capturada, retorna siempre a su versión original previa a la coronación o ascenso.

### Cómo reintroducir piezas
Como se dijo antes, la principal diferencia entre el shōgi y las variantes orientales y occidentales del ajedrez radica en la posibilidad de volver a poner en juego las piezas que se han capturado. Esta regla hace que los intercambios de piezas deban hacerse con mayor cuidado que en el ajedrez pues implican el riesgo de que las piezas perdidas puedan ser puestas inmediatamente en un lugar peligroso. 
En lugar de hacer un movimiento regular, pues, el jugador puede elegir una de las piezas que haya capturado (y por tanto tenga en mano), y reingresarla en casi cualquier casilla libre del tablero convirtiéndose en una pieza propia más (similar al Ajedrez Cíclico). La pieza reingresada no puede moverse, y por tanto no puede comer otras piezas o coronarse, hasta el siguiente turno. Ninguna ficha puede ser introducida en su forma coronada, y si es introducida directamente en la zona de promoción no puede ser coronada inmediatamente, sino que se debe primero realizar al menos un movimiento. Esto evita introducir piezas en la forma coronada.
Existen, con todo, algunas limitaciones con respecto a los lugares donde una pieza puede ser reintroducida. Una pieza introducida en el tablero no podrá moverse, comer otras piezas o ascender durante el turno en que es introducida.
En primer lugar, un peón no puede ser reintroducido en una columna (vertical) que contenga ya otro peón no coronado del mismo jugador. En segundo lugar, una pieza no puede ser introducida en una casilla desde la cual no podría realizar ningún movimiento legal (p. ej., los peones y lanceros sobre la última fila, o los caballos sobre las dos últimas). Finalmente, no se permite dar jaque mate mediante la reintroducción de un peón. Otras piezas, en cambio, sí pueden dar jaque mate al rey al ser reintroducidas. Un peón reintroducido puede poner en jaque al rey, siempre y cuando no le ponga en jaque mate.

### Otras reglas importantes
Empates o tablas. Debido a la regla de introducción de piezas, las tablas o empates son altamente improbables y se dan muy raramente (entre un 1% o 2% de las partidas). Suceden en dos situaciones: (1) Repetición: Si la misma posición se reprodujese en el tablero cuatro veces y en esas cuatro veces los jugadores tuviesen las mismas fichas capturadas en mano. A esto se le llama 千日手 «sennichite». (2) Estancamiento o Punto Muerto: Sucede el empate si ambos jugadores tienen sus reyes en la zona de ascenso (es decir, en la zona rival), y ningún jugador puede capturar al rey rival por no tener suficientes piezas en el tablero o en la mano, o por no poder devolverlas lo suficiente. Esto es llamado 持将棋 «jishōgi». En caso de darse este último tipo de empate, se ha de acordar con el oponente que se ha llegado a ese punto, pues este puede querer continuar el juego. En el caso de que se acuerde que se ha llegado a tal situación, las fichas que se posean puntúan para decidir el desempate como sigue:
Torre y Alfil = 5 puntos. Todas las demás = 1 punto. Salvo el rey que no cuenta, tampoco importa que las fichas estén o no promocionadas. Quien no llegue a 24 puntos pierde (si ninguno llega a 24 puntos se considera empate). Obviamente gana quien tenga más puntos. Si se diera un empate en los puntos de la forma que fuera, se puede declarar empate sin más o jugar una nueva partida para buscar el desempate, en cuyo caso los jugadores cambian el color con el que juegan, quien era negro cambia a blanco, y quien fue blanco será negro.
Este sistema de desempate por puntos se aplica en ambos tipos de empate.
El jaque perpetuo está prohibido. El jugador que provoca tal situación está obligado a desistir de ella a riesgo de perder la partida. Consiste en poner en jaque constantemente al rival, igual al "sennichite", repitiendo la misma situación para atacar al rey adversario. Si se lleva a cabo se pierde la partida.
Si uno comete una ilegalidad al mover una pieza en un torneo, pierde automáticamente. En una partida amistosa se puede decidir si se permite, o no se permite, deshacer el movimiento y hacer uno nuevo con esa ficha, o cambiar de pieza y realizar un movimiento nuevo con esa nueva ficha.
Tiempo: Cuando se juega con tiempo en los torneos de profesionales hay nueve horas para cada jugador para toda la partida. Algo más de tiempo en el torneo del título de Meijin 名人, que es un torneo entre grandes maestros para designar al mejor del país nipón. Una vez agotado este tiempo, los turnos de los jugadores son de un minuto máximo. Si no se cumple, se pierde. Por supuesto se puede jugar solo con las 9 horas, con un minuto por turno... Lo que se desee.

### Notación de movimientos

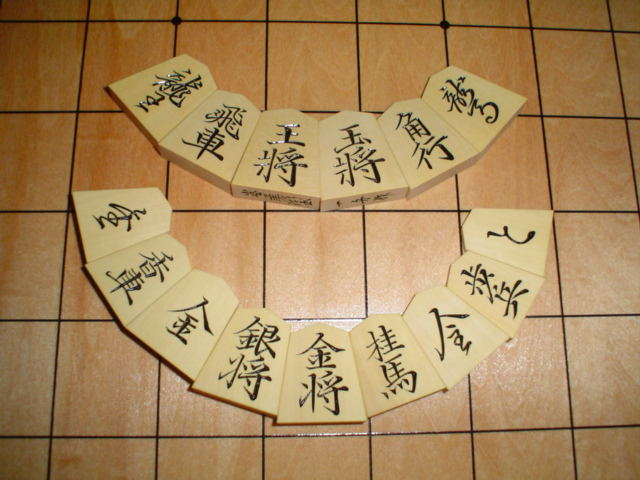
ō-goma / ko-goma

Dos sistemas de notación se utilizan principalmente. En Japón se utiliza un sistema compuesto por números e ideogramas. La nomenclatura japonesa es usada internacionalmente, pero en 1976 George Hodges inventó un sistema para que los occidentales pudieran hacer las anotaciones necesarias de los movimientos de una forma alternativa más asequible.
El primer movimiento del primer jugador es el movimiento 1 y el primero del segundo jugador es el 2. De modo que difiere del ajedrez europeo, en el que los movimientos se anotan por pares.
En la nomenclatura occidental las piezas se designan primero por su inicialː R = Rey, T = Torre, A = Alfil, O = (General de) Oro, Pl = (General de) Plata, C = Caballero, L = Lancero, P = Peón. (En inglés, K = King, R = Rook, B = Bishop, G = Gold, S = Silver, N = Knight, L = Lance, P = Pawn, respectivamente). En seguida se presentan dos números, el primero correspondiente a la columna y el segundo a la fila. Las filas y columnas se cuentan desde la esquina superior derecha y aumentan hacia la izquierda y hacia abajo, respectivamente. Es también común que la fila sea nombrada con una letra en vez de un número, lo que evita confusiones. Así pues "1a" (o 11) corresponde a la casilla ubicada la esquina superior derecha, en tanto que  "9i" (o 99) representa la casilla de la esquina inferior izquierda. Se toma como referencia el punto de vista de quien juegue con las negras. Los japoneses en lugar de usar "1a" usan "1一", y en caso de la "9i" sería "9九". A la letra la representa un número escrito con ideogramas japoneses. Las casillas se anotan tras la letra de la pieza que hace el movimiento y el tipo del mismo. Ej: P-7f.
Tipos de movimientos
En el sistema de Hodges, se escribe '+' antes de la letra correspondiente para las piezas coronadas (p. ej., Lancero Coronado = +L). En caso de que se coma una ficha se pone una 'x' para marcar que se capturó una ficha, y a la derecha del símbolo se específica en qué casilla se termina el movimiento (p. ej., +Lx9c, una lanza coronada que captura una pieza en la casilla 9c). En caso de terminar en ascenso un movimiento, la ficha que es coronada debe marcarse con un '+' después de la casilla en la que termina el movimiento (p. ej., Px2c+, un peón captura una pieza en la casilla 2c y se corona). En caso de permanecer igual pudiendo promocionar, tras la casilla en la que se termina el movimiento deberíamos especificarlo con un '=' (p. ej., Pl-4c=, una plata que se mueve a la casilla 4c sin coronar). 
En el caso de un movimiento simple se pone un '-' entre la letra que indique qué ficha realiza el movimiento, y el final del mismo, y en caso de reintegrar una pieza en el tablero usaremos '*' (p. ej., A*5e, un alfil reingresado a la casilla 5e). Si bien normalmente no hay problemas para saber de qué pieza se trata, en caso de que exista ambigüedad se suele poner la letra mayúscula que corresponda a la ficha, seguida de la nomenclatura correspondiente a la casilla de la que parte el movimiento. Escribiremos el símbolo correspondiente al tipo de movimiento ('-' o 'x'), y tras ello se pondría la casilla final (p. ej., O4i-5h, el oro en 4i se mueve a 5h).
Normalmente la notación empieza con el movimiento de las negras, pero en caso de que se decida empezar la notación con el movimiento de las blancas (p. ej., para comentar) en vez de escribir el movimiento 1, que correspondería normalmente a las negras, será reemplazado por puntos suspensivos (p. ej., 3. ...R-7h).
| ☖ 銀歩 \| \| 9 \| 8 \| 7 \| 6 \| 5 \| 4 \| 3 \| 2 \| 1 \| \| \| a \| \| \| \| \| \| \| \| \| \| 一 \| \| b \| \| \| \| \| \| \| \| \| \| 二 \| \| c \| \| \| \| \| \| \| \| \| \| 三 \| \| d \| \| \| \| \| \| \| \| \| \| 四 \| \| e \| \| \| \| \| \| \| \| \| \| 五 \| \| f \| \| \| \| \| \| \| \| \| \| 六 \| \| g \| \| \| \| \| \| \| \| \| \| 七 \| \| h \| \| \| \| \| \| \| \| \| \| 八 \| \| i \| \| \| \| \| \| \| \| \| \| 九 \| |    |    |    |    |    |    |    |    |    |    |
| ☗ 歩歩 |    |    |    |    |    |    |    |    |    |    |
| | 9  | 8  | 7  | 6  | 5  | 4  | 3  | 2  | 1  |    |
| a | 91 | 81 | 71 | 61 | 51 | 41 | 31 | 21 | 11 | 一 |
| b | 92 | 82 | 72 | 62 | 52 | 42 | 32 | 22 | 12 | 二 |
| c | 93 | 83 | 73 | 63 | 53 | 43 | 33 | 23 | 13 | 三 |
| d | 94 | 84 | 74 | 64 | 54 | 44 | 34 | 24 | 14 | 四 |
| e | 95 | 85 | 75 | 65 | 55 | 45 | 35 | 25 | 15 | 五 |
| f | 96 | 86 | 76 | 66 | 56 | 46 | 36 | 26 | 16 | 六 |
| g | 97 | 87 | 77 | 67 | 57 | 47 | 37 | 27 | 17 | 七 |
| h | 98 | 88 | 78 | 68 | 58 | 48 | 38 | 28 | 18 | 八 |
| i | 99 | 89 | 79 | 69 | 59 | 49 | 39 | 29 | 19 | 九 |

| 1. P-7f   |  | P-3d   |
| 2. P-7e   |  | P-3e   |
| 3. R-7h   |  | R-3b   |
| 4. G6i-5h |  | G4a-5b |
| 5. K-4h   |  | P-1d   |
| 6. P-1f   |  | K-6b   |
| 7. P-4f   |  | P-6d   |
| 8. G-4g   |  | S-7b   |
| 9. S-3h   |  | K-7a   |
| 10. K-3i  |  | S-4b   |
| 11. P-9f  |  | P-4d   |
| 12. S-6h  |  | S-4c   |
| 13. P-6f  |  | S-5d   |
| 14. S-6g  |  | R-4b   |
| 15. S-5f  |  | P-4e   |
| 16. Px4e  |  | Sx4e   |
| 17. Sx4e  |  | Rx4e   |
| 18. S*3d  |  | R-4a   |
| 19. Sx2c= |  | ...    |

| ☗７六歩     | ☖３四歩   |
| ☗７五歩     | ☖３五歩   |
| ☗７八飛     | ☖３二飛   |
| ☗５八金左   | ☖５二金左 |
| ☗４八玉     | ☖１四歩   |
| ☗１六歩     | ☖６二王   |
| ☗４六歩     | ☖６四歩   |
| ☗４七金     | ☖７二銀   |
| ☗３八銀     | ☖７一王   |
| ☗３九玉     | ☖４二銀   |
| ☗９六歩     | ☖４四歩   |
| ☗６八銀     | ☖４三銀   |
| ☗６六歩     | ☖５四銀   |
| ☗６七銀     | ☖４二飛   |
| ☗５六銀     | ☖４五歩   |
| ☗同 歩      | ☖同 銀    |
| ☗同 銀      | ☖同 飛    |
| ☗３四銀     | ☖４一飛   |
| ☗２三銀不成 |           |

## Rankings y hándicaps
Los jugadores aficionados son clasificados en un ranking que va de 15 kyū a 1 kyū y luego de 1 dan a 8 dan. El rango de 8 dan aficionado se le daba solo de manera honoraria a personas famosas, y si bien es posible adquirirlo ahora ganando una serie de torneos, nadie lo ha conseguido hasta el momento. 
Los jugadores profesionales tienen una clasificación particular que va de 6 kyū a 3 dan para jugadores que aspiran a convertirse en profesionales (generalmente niños y adolescentes) y de 4 dan a 9 dan profesionales. Los rangos aficionados y profesionales no son compatibles (p. ej., 4 dan aficionado es equivalente a 6 kyū profesional)

### Hándicap o ventaja
Habitualmente no hay razón para usar hándicaps, pero por lo general se da este tipo de ventajas para enseñar a jugadores que están apenas aprendiendo. En general, ocurren cuando la habilidad entre dos jugadores es considerablemente dispar. El shōgi tiene un sistema de hándicap consistente generalmente en que el jugador más fuerte juega sin varias piezas pero empieza. 
Por tanto si se juega con alguien de nivel muy diferente al nuestro, aquel que sea más hábil deberá quitar piezas. Jugará como uwate (上手 / うわて), representado por blancas y empezará él o ella la partida. El jugador de menor nivel se denomina shitate (下手/したて), representado por negras. Recordemos que habitualmente comienza sente -negras-.
Las piezas las quitará (y no podrá colocarlas en el tablero bajo ningún concepto) dependiendo de su diferencia de nivel como sigue:
1- Lancero izquierdo. 2- Alfil. 3- Torre. 4- Torre y Lancero izquierdo. (2 piezas) 5- Torre y Alfil. 6- Torre, Alfil y ambos Lanceros. (4 piezas) 7- Torre, Alfil, ambos Lanceros y ambos Caballeros. (6 piezas).
Hay varios sistemas para aplicar la ventaja aparte de este. Si hubiera un empate y hubiese que decidir quién gana a puntos, estas fichas retiradas del juego sí contarían como si estuviesen en la mano del jugador que las quitó.
Estas ventajas para el jugador de menor nivel realmente no suponen tanto, debido a la captura de piezas, que puede colocarlo en una situación comprometida. Ha habido quien ha jugado solo con su rey, sus peones y los dos oros, y ha ganado.

## Variantes del shōgi
- Kioto shōgi / Kyoto shōgi
- Tori shōgi
- Yari shōgi